# Sagas da Vinlândia

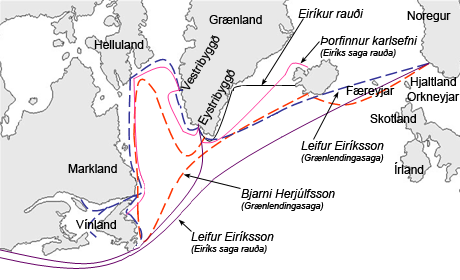
Possíveis rotas das Sagas da Vinlândia.

As Sagas da Vinlândia são dois documentos islandeses; A Saga dos Groenlandeses e a Saga de Érico, o Vermelho.
As Sagas da Vinlândia são as informações mais completas que existem sobre a Colonização viquingue da América. As sagas só foram escritas 200 anos após as viagens originais e em certo ponto são contraditórias. Entretanto, historiadores geralmente acreditam que estas fontes contém evidências substanciais das explorações viquingues na América do Norte. Sua veracidade foi provada graças à descoberta de um assentamento Viquingue em L'Anse aux Meadows, na Terra Nova no Canada.